# La Sagne
La Sagne é uma comuna da Suíça, situada no cantão de Neuchâtel. Tem 25,55 km² de área e sua população em 2018 foi estimada em 1.016 habitantes.